# Fritz Ullmann
Fritz Ullmann (Fürth, 2 luglio 1875 – Ginevra, 17 marzo 1939) è stato un chimico tedesco naturalizzato svizzero.
È autore della Ullmanns Enzyklopädie der Technischen Chemie, originariamente in dodici volumi, e tuttora pubblicata. Il suo nome ricorre anche nell'accoppiamento di Ullmann e nella condensazione di Ullmann.

## Vita
Fritz Ullmann nacque nel 1875 a Fürth (Baviera). All'età di 16 anni iniziò a studiare chimica a Norimberga. Dal 1893 studiò a Ginevra con Carl Gräbe, diplomandosi nel 1895. Nel 1905 si trasferì come assistente e docente presso la Technischen Hochschule Berlin (ora Università tecnica di Berlino) dove ottenne ben presto un insegnamento e fu nominato professore. Nel 1910 sposò Irma Goldberg, che era stata sua studentessa anni prima a Ginevra.
Nel 1913 si spostò in un laboratorio presso l'Istituto Tecnologico dell'Università di Berlino. Qui si dedicò principalmente al lavoro dell'enciclopedia, pur senza rinunciare al lavoro sperimentale che continuò fino alla morte. Tra il 1915 e il 1923 pubblicò la prima edizione della Enzyklopädie der Technischen Chemie in 12 volumi, una enciclopedia di chimica industriale che esiste tuttora in versione inglese come Ullmann's Encyclopedia of Industrial Chemistry. Nel 1925 tornò a Ginevra e prese la cittadinanza svizzera. Nei cinque anni successivi pubblicò la seconda edizione dell'enciclopedia. Nel frattempo insegnò e svolse ricerche presso l'Ecole de Chimie di Ginevra.

## Ricerche
Le sue ricerche si svolsero principalmente nel campo della chimica organica. I principali risultati furono:
- Introduzione del dimetilsolfato come alchilante (1900)
- Reazione di accoppiamento per la sintesi di diarili catalizzata da rame (accoppiamento di Ullmann, 1901) e la variante nota come condensazione di Ullmann (1905)
- Sintesi e ricerche sui derivati dell'acridina e dell'antrachinone.

## Opere
Oltre all'enciclopedia, Ullmann ha pubblicato circa 120 articoli su riviste specialistiche.  È anche autore del libro:
- (DE) F. Ullmann, Organisch-Chemisches Prakticum, Leipzig, S. Hirzel, 1908.